# 芒特弗農 (伊利諾州)
芒特弗農（英語：Mount Vernon）是一個位於美國伊利诺伊州傑佛遜縣的城市。根據2010年美國人口普查，該地人口為15277人，而該地的面積約為38.13平方千米。同時該地也是傑佛遜縣的縣治。

## 地理
芒特弗農的座標為38°19′02″N 88°54′11″W / 38.31722°N 88.90306°W，而該地的平均海拔高度為156米（即512英尺）。